# Lingula (động vật)
Lingula (tên gọi trong tiếng Việt: Giá bể hay Giá biển ở miền Bắc, Cà xỉu, Giẻ áo ở miền Trung và miền Nam) là một chi động vật tay cuộn trong lớp Lingulata. Lingula đã có thể đã xuất hiện kể từ kỷ Cambri. Các loài trong chi này có hai mảnh vỏ photphat hữu cơ và phần thân mềm dài. Lingula sinh sống trong hang ở đáy biển ven biển có các bãi cát và kiếm ăn bằng cách lọc mảnh vụn từ nước biển. Lúc loài này vùi dưới cát, người ta có thể phát hiện chúng trên cát có một hàng ngắn gồm ba lỗ mà qua đó nó lấy nước vào (hai lỗ hai bên) và thải ra ngoài (giữa).

## Các loài
Chi này có các loài sau:
- Lingula adamsi Dall, 1873
- Lingula anatina Lamarck, 1801
- Lingula parva Smith, 1871
- Lingula reevii Davidson, 1880
- Lingula rostrum (Shaw, 1798)
- Lingula translucida Dall, 1921
- Lingula tumidula Reeve, 1841